# Lado da União (Braço do Norte)
Lado da União é um bairro do perímetro urbano da cidade brasileira de Braço do Norte, no estado de Santa Catarina. Está situado na margem direita do rio Braço do Norte, diretamente fronteiriço ao bairro Centro, deste separado pelo rio Braço do Norte. Antigamente a travessia do rio era feita por balsas. Até 2020 a ligação do Lado da União com o Centro constava de uma ponte na rodovia SC-439, com duas pistas e passagem de pedestres nos dois lados, bem como de uma ponte pênsil. Em 2020 no local desta ponte pênsil foi construída uma ponte de rodagem, a ponte Celso Kindermann.
O primeiro morador de que se tem notícia foi José Mariano Guerrilha (também referenciado como Manuel Guerrilha), paulista, proveniente de Lages, fugindo com os rebeldes farroupilhas, após a entrada das forças legalistas em Lages em 1838, estabelecendo-se com venda e pousada de tropas na margem direita do rio Braço do Norte, no "Caminho Lageano" ou "Caminho do Imaruí", ocupando terras como posseiro. 
Foi assassinado em sua casa, entre os anos 1846 a 1849, e foi o responsável pelo assassinato de diversos tropeiros, hóspedes de sua estalagem. A ele Braço do Norte deve sua primeira denominação: Guerrilha.
Pouco depois, vindos de Rio Bonito, instalaram-se alguns açorianos imigrados para o litoral de Santa Catarina, a partir de 1750, desembarcando no porto de Gravatal ou de lá chegando após longa caminhada. Proveniente do norte de Portugal veio Francisco de Oliveira Sousa. Seu irmão decidiu atravessar o rio e estabelecer-se no bairro, assim como os imigrantes alemães Kuerten e os italianos Della Giustina e Beltrame.
Até cerca de 1938 o bairro situava-se em território pertencente a Tubarão. Quando em 1955 o distrito de Braço do Norte foi emancipado de Tubarão, o Lado da União pertencia a Orleans. A lei n° 11227 de 20 de novembro de 1999 desmembrou do município de Orleans e anexou ao município de Braço do Norte, dentre outros, o bairro Lado da União.